# Plectranthus zuluensis
Plectranthus zuluensis là một loài thực vật có hoa trong họ Hoa môi. Loài này được T.Cooke miêu tả khoa học đầu tiên năm 1909.

## Hình ảnh

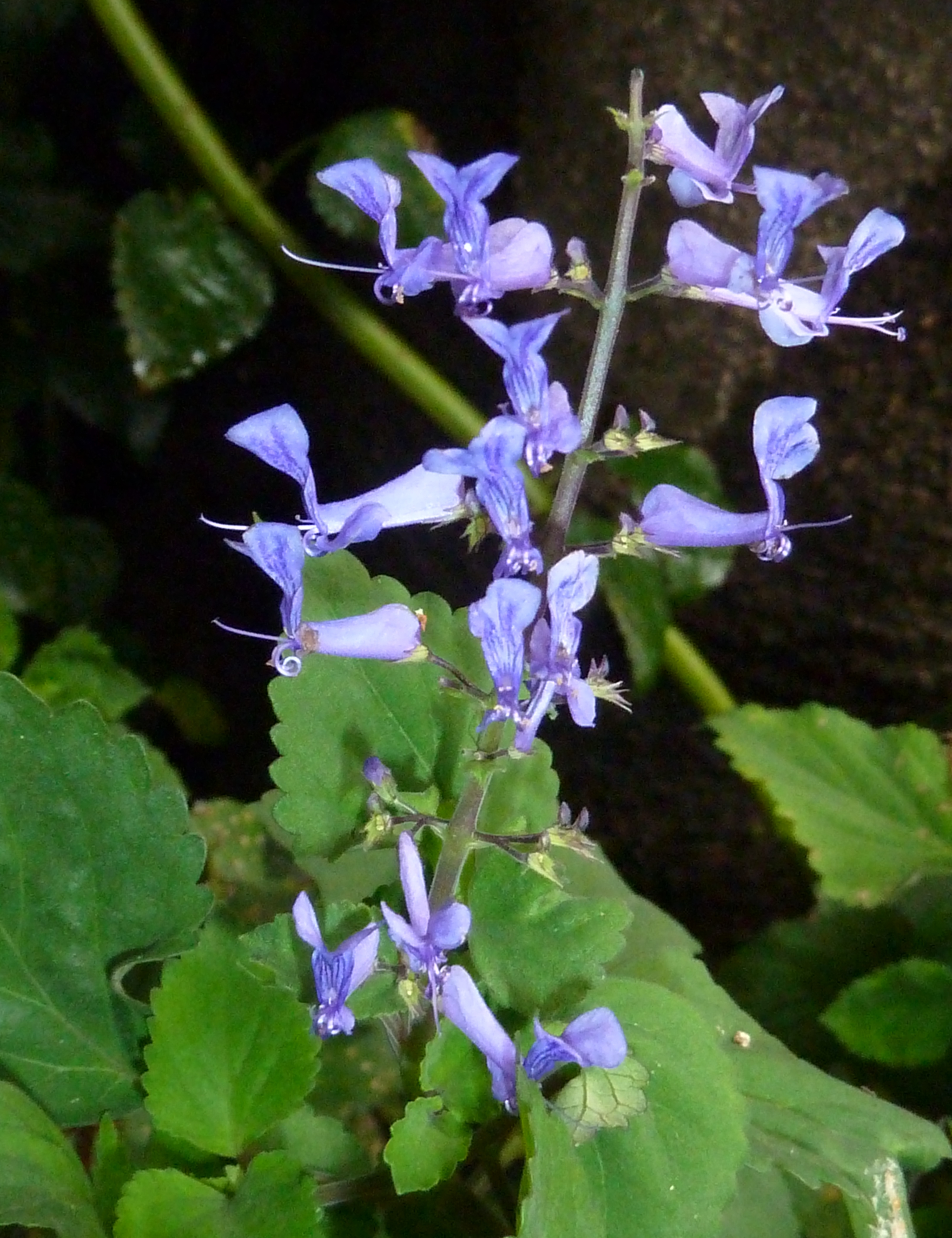
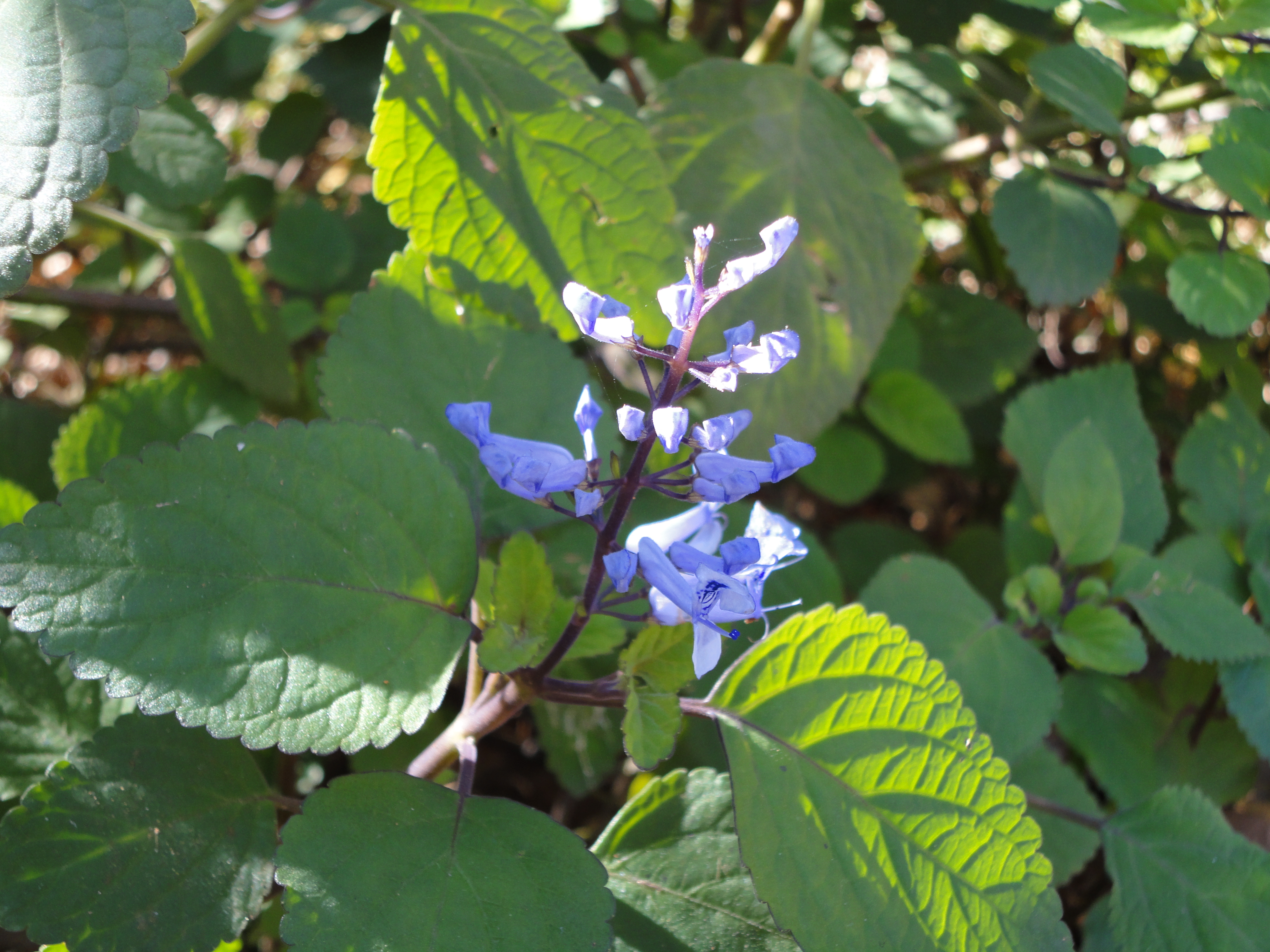